# Le Malin Plaisir
Pour plus de détails, voir Fiche technique et Distribution.
Le Malin Plaisir est un film français réalisé par Bernard Toublanc-Michel, sorti en 1975. Avec Jacques Weber, Claude Jade et Anny Duperey

## Synopsis
Philippe Malaiseau, écrivain et historien, meurt avant d'avoir achevé son étude sur Charles le Téméraire. Son éditeur dépêche, à Fontbonne, le jeune écrivain Marc Lancelot (Jacques Weber), « nègre » attitré de Malaiseau, pour finir le livre. À Fontbonne se trouvent cinq femmes : Julie (Claude Jade), une ravissante secrétaire très particulière qui séduit Marc, la vieille mère de Malaiseau (Mary Marquet), Marianne (Anny Duperey), la veuve distante, Christine (Cécile Vassort), la cousine, et Melisa (Nicoletta Machiavelli), une amie italienne. Les quatre femmes sont toutes liées à Malaiseau. Celui-ci est-il mort d'un simple accident ?  Marc poursuit une sorte d'enquête dans les bras de Christine, de Julie et de Melisa qui, tour à tour, succombent à son charme et lui confient force détails qui fortifient sa conviction : Philippe a bel et bien été assassiné... 
La veille de son retour à Paris, le manuscrit étant enfin terminé, Marc reçoit de la part de Marianne des conseils de prudence ; et, de fait, la superbe voiture qu'il s'est achetée (absolument semblable à celle de Philippe), sabotée par la délicate main de Melisa, manque de s'écraser... Très calme, Marc revient alors chez les Malaiseau. En accord avec Marianne, il va faire « chanter » Melisa, Julie, Christine et Madame Mère, complices dans le meurtre de Philippe. Et celles-ci acceptent ses exigences : Marc ne fait-il pas, dorénavant, partie de la famille ?

## Fiche technique
- Titre : Le Malin Plaisir
- Réalisation : Bernard Toublanc-Michel
- Scénario : Henri Rabine, Françoise Linarès, Bernard Toublanc-Michel
- Photographie : Jean Charvein
- Musique : Jean-Pierre Mas
- Production : Jean-Claude Patrice
- Sociétés de production :  Clodio Cinematografica, Patricia Films S.N. et Prodis
- Société de distribution : Gaumont
- Montage : Jacqueline Thiédot
- Création des costumes : Tanine Autré
- Langue : français
- Genre : policier
- Durée : 105 minutes
- Date de sortie : France - 28 mai 1975

## Distribution
- Jacques Weber : Marc
- Claude Jade : Julie
- Anny Duperey : Marianne
- Nicoletta Machiavelli : Melisa
- Mary Marquet : Mme Mère
- Cécile Vassort : Christine
- Éric Najsztat : Jean-Philippe
- Arthur Amalric : Andiol
- Nicole Jamet : Laurence
- Ermanno Casanova : le garagiste
- Yvonne Pellegrini : Inès